# Kim Pjongszok
Kim Pjongszok (hangul: 김평석,  1958. szeptember 22. –, handzsa: Kim Pyung-seok) dél-koreai válogatott labdarúgó, edző.

## Pályafutása

### Klubcsapatban
1983 és 1987 között a Hyundai Horang-i csapatában játszott. 1989 és 1990 között a Yukong Elephants játékosa volt. 

### A válogatottban
1983 és 1987 között 27 alkalommal játszott a dél-koreai válogatottban. Részt vett az 1984-es Ázsia-kupán és az 1986-as világbajnokságon.

### Edzőként
1997 és 1998 a válogatott a Dél-koreai válogatottnál dolgozott. Az 1998-as világbajnokságon a Hollandia ellen elszenvedett 5−0-ás vereséget követően Csha Bomgunt menesztették, ezért a Belgium elleni csoportmérkőzésen ő irányította a válogatottat. 